# Selhurst Park
Selhurst Park – stadion piłkarski, położony w Londynie w Wielkiej Brytanii. Oddany został do użytku w 1924 roku. Od tego czasu swoje mecze na tym obiekcie rozgrywa zespół Crystal Palace F.C. Jego pojemność wynosi 26 309 miejsc. Rekordową frekwencję, wynoszącą 51 801 osób, odnotowano w 1979 podczas meczu ligowego pomiędzy Crystal Palace F.C. a Burnley F.C.
Nazwy poszczególnych trybun:
1. Main Stand
2. Whitehorse Lane Stand
3. Arthur Waite Stand
4. Holmesdale Stand

30 maja 1982 na stadionie miało miejsce spotkanie z Jana Pawłem II podczas jego pielgrzymki do Wielkiej Brytanii (uczestnikami byli m.in. przedstawiciele polskiej emigracji powojennej).

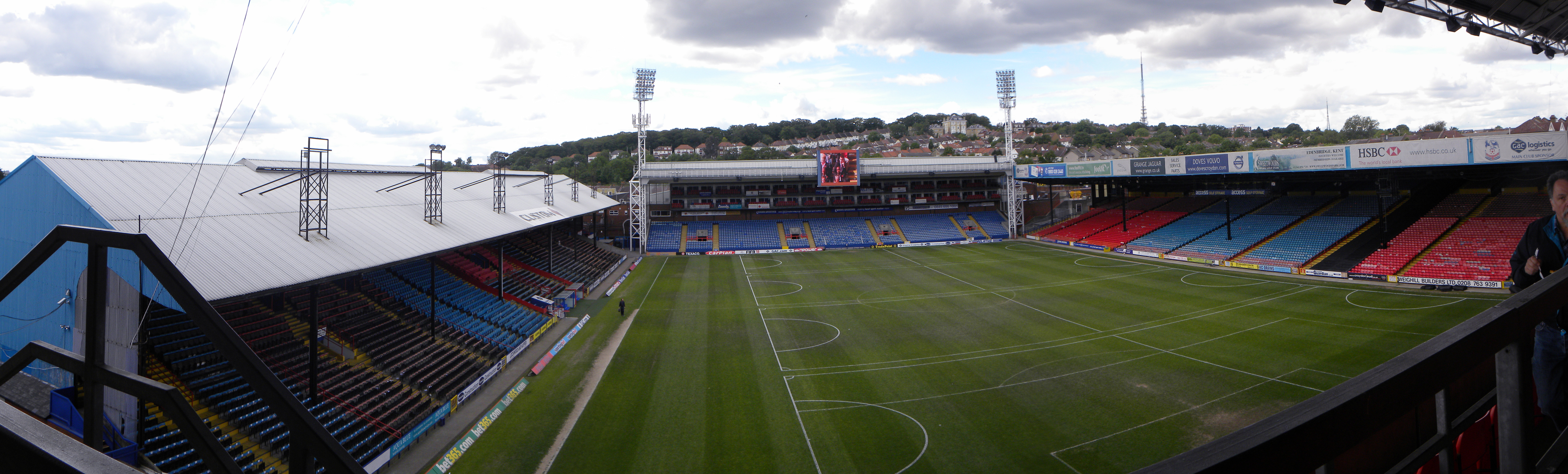
Widok z Holmesdale Stand